# Вирьосанджойо, Сукиман
Сукиман Вирьосанджойо (индон. Soekiman Wirjosandjojo, в современной орфографии — индон. Sukiman Wiryosanjoyo) (1898, Суракарта — 1974, Индонезия (точное место смерти неизвестно)) — индонезийский политик, член партии Машуми. В 1951—1952 годах занимал пост премьер-министра Индонезии, также в разные годы был занимал посты министра внутренних дел, здравоохранения и обороны. Входил в состав Чрезвычайного правительства Республики Индонезии.